# ムニル・アル＝モタサデク
ムニル・アル＝モタサデク、ムニール・エル・モタサデク（アラビア語: منير المتصدق、ドイツ語: Mounir al-Motassadeq、1974年4月3日 - ）
モロッコ国籍。1990年代、電気工学を学ぶためハンブルクなどに留学。国際テロ組織アルカーイダのハンブルクの拠点に所属し、2001年9月のアメリカ同時多発テロ事件でモハメド・アタらの後方支援を行ったとされる。2005年、アルカーイダに関係したテロ組織に加わった罪で禁錮7年を言い渡された。2007年1月8日、ハイジャックされた4機の乗員乗客246人の殺人を幇助した罪で禁錮15年が確定、ハンブルクの刑務所に収監された。2018年10月釈放、モロッコ送還の見通し。